# Partido judicial de Almansa
El partido judicial de Almansa  es uno de los 31 partidos judiciales en los que se divide la Comunidad Autónoma de Castilla-La Mancha, siendo el partido judicial n.º 3  de la provincia de Albacete.
El ámbito territorial, que viene regulado por el Real Decreto 529/1983, de 9 de marzo, comprende los municippios de:
Alatoz, Almansa, Alpera, Bonete, Carcelén, Caudete, Fuente-Álamo, Higueruela y Montealegre del Castillo.

## Historia
El partido judicial de Almansa fue creado por Real Decreto en 1983.

## Juzgados
Cuenta con dos juzgados de primera instancia e instrucción, un juzgado de violencia sobre la mujer y ocho juzgados de paz.

## Sede
La sede del Partido judicial de Almansa está en la calle Aniceto Coloma número 22 de este municipio.